# Neist Point
Neist Point är en udde i Storbritannien.   Den ligger i kommunen Highland och riksdelen Skottland, i den nordvästra delen av landet, 800 km nordväst om huvudstaden London. Neist Point ligger på ön Skye.
Terrängen inåt land är lite kuperad. Havet är nära Neist Point åt sydväst.